# Jesus hav i ständigt minne
Jesus hav i ständigt minne är en kristen psalm. Texten är skriven av Frans Michael Franzén.

## Publicerad i
- 1819 års psalmbok, som nummer 127 under rubriken "Jesu heliga hågkomst och efterföljelse".
- Den svenska psalmboken 1937, som nummer 391 under rubriken "8. Trons bevisning i levnaden".